# Schloss Cleydael

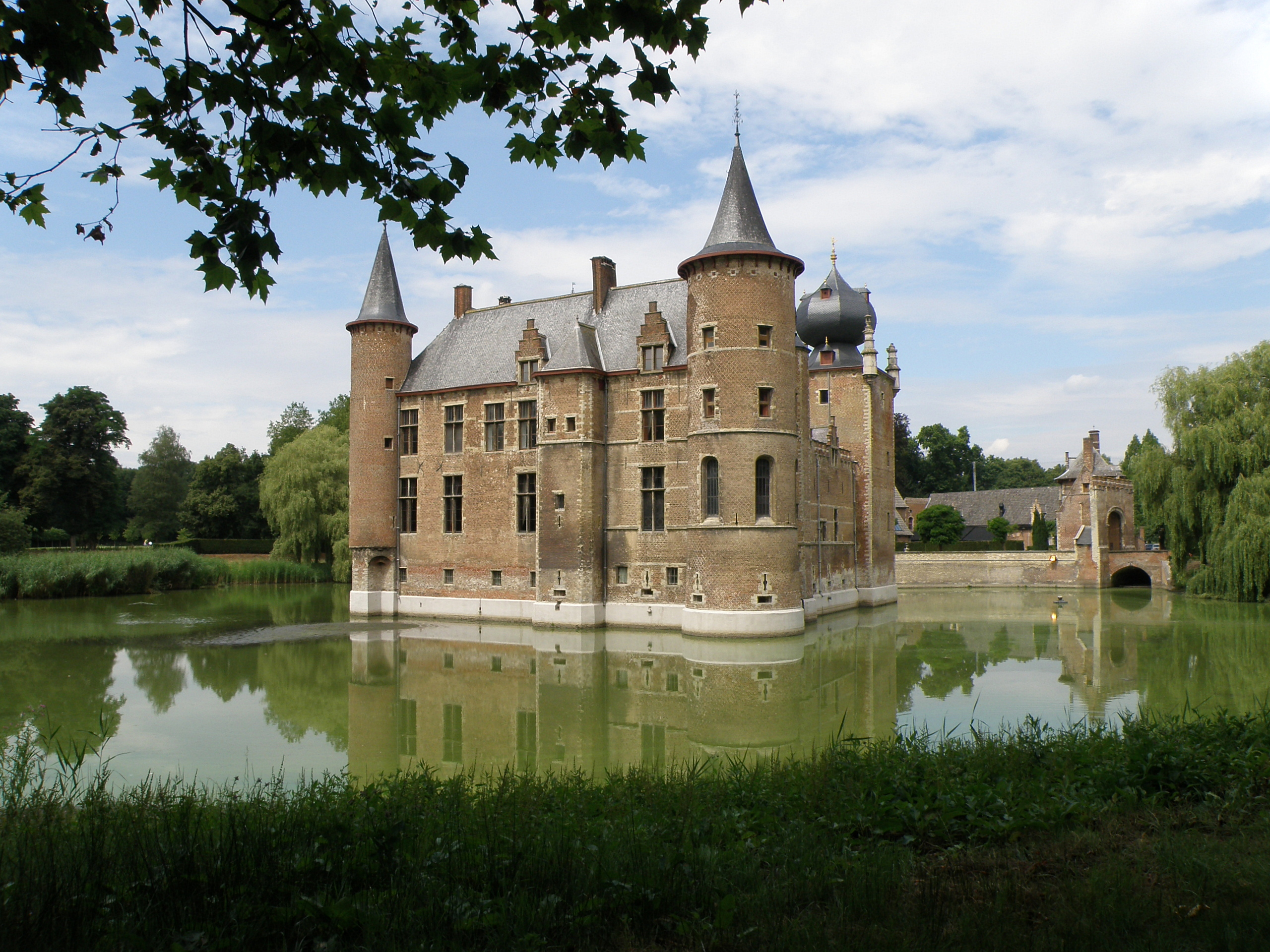
Schloss Cleydael

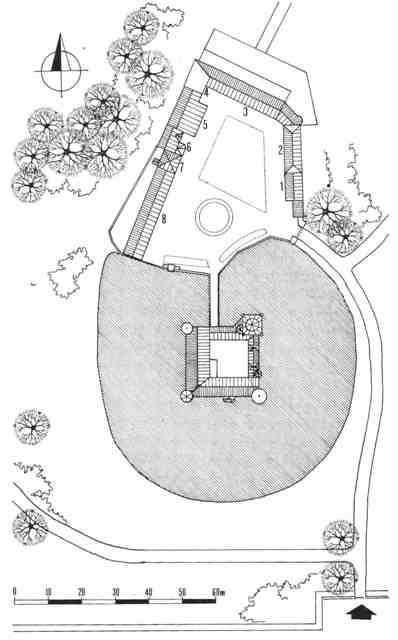
Grundrissskizze

Schloss Cleydael (niederländisch Waterslot Cleydael) ist ein Wasserschloss in der Gemeinde Aartselaar in der belgischen Provinz Antwerpen, gelegen an der Struisbeek und ein geschütztes Kulturdenkmal.

## Beschreibung
Das Schloss war ursprünglich eine feudale mittelalterliche Wasserburg, gelegen auf einer Insel, die von zwei Armen der Struisbeek gebildet wurde. Es hat einen quadratischen Grundriss, bestehend aus vier Flügeln um einen Innenhof. Es hat an jeder Ecke einen Turm, jeder in einer anderen Form, wobei die beiden östlichen Türme auch mächtiger sind. Jeder Turm hat seinen eigenen Namen. Die westlichen Türme heißen Eulen- und Katzenturm, der nordöstliche Turm wird als Fuchsturm bezeichnet, der südöstliche Turm als Kapellenturm. Der Fuchsturm hat einen quadratischen Grundriss und eine zwiebelförmige Turmspitze. Dieser Turm hat über einen Meter dicke Wände. Der Kapellenturm heißt so, weil er eine Kapelle mit einem Sterngewölbe enthält. Der Unterbau der Burg stammt aus dem Jahr 1350, die anderen Teile stammen aus dem 16. und 17. Jahrhundert und sind aus Backstein gebaut, der wahrscheinlich aus der unmittelbaren Umgebung der Burg stammt.
Der Burghof ist trapezförmig und ursprünglich von Wassergräben umgeben. Auf der Ostseite ist die Anlage über eine Zugbrücke zum Eingangstor zu erreichen. Das Gebäude neben dem Eingangstor war das Haus des Gerichtsvollziehers, später war es das Haus des Hausmeisters. An der Westseite des Anwesens befindet sich ein quadratischer Wachturm mit Scheunen, Ställen und einer Brauerei an beiden Seiten. Das Ganze bildet einen malerischen Gebäudekomplex in brabantischer Backstein- und Sandsteinarchitektur.

## Geschichte und Bewohner
Aufgrund der Lage wird oft angenommen, dass die Römer einst einen Campus auf der Burg, unweit der Schelde, hatten.
Vermutlich bestand im Jahr 1259 die Wasserburg bereits und wurde von der Familie Sanders van Hemessen bewohnt. Die älteste bekannte Erwähnung stammt aus dem Jahr 1372, als die Burg im Besitz von Geeraert van der Elst war. Er hätte es als Geschenk vom Herzog von Brabant erhalten, nachdem dieser die Familie Sanders enterbt hatte. Dieser Geeraert wurde nach der Schlacht von Baesweiler gefangen genommen und eingekerkert. Inzwischen war das Schloss zwischen den Familien Van der Elst und Sanders heftig umstritten. Johanna von Brabant musste die Parteien schließlich zu einer Versöhnung zwingen. Die Familie van der Elst geriet in finanzielle Schwierigkeiten und Philip van der Elst wurde 1401 getötet.
1459 wurde Corneel Sanders van Hemessen auf Befehl Philipps des Guten enthauptet, weil er bei der geheimen vierten Ehe von Jacoba von Bayern mit Frank von Borssele als Vermittler aufgetreten war. Nachdem die Burg vorübergehend an Anton, einen Bastard aus Burgund, vergeben wurde, blieb sie nach dessen Tod eine Zeit lang unbewohnt und verfiel. Im Jahr 1518 kam sie in den Besitz von Pieter van der Straeten aus Antwerpen, der eine umfangreiche Restaurierung und Erweiterung begann und die notwendigen Anpassungen an die Wohn- und Einrichtungsbedürfnisse der Zeit vornahm. Im Jahr 1537 wurde sie von Antonio del Rio gekauft. Nach der Ankunft von Herzog Alba in den Niederlanden wurde dieser Del Rio zum Schatzmeister der Beschlagnahmungskasse ernannt. Die Art und Weise, wie er sein Amt ausübte, erregte den Zorn des Volkes. Die Burg wurde geplündert und ausgeraubt, woraufhin Del Rio gezwungen war, nach Spanien zu fliehen.
Das Schloss wurde von seinem neuen Besitzer, Gillis Hooftman van Eyckelbergh (1521–1581), restauriert. Im Jahre 1622 kam das Schloss in den Besitz von Pieter Helleman. Seine Tochter heiratete 1638 Frans Paschier van den Cruyce. Er kaufte das Schloss im Jahr 1644 und wurde 1656 Bürgermeister von Antwerpen. Im Jahr 1650 wurde es umgebaut, wovon das Wappen über dem Eingang zeugt. Das Schloss blieb drei Generationen lang in den Händen der Bürgermeisterfamilie Van den Cruyce. 1747 heiratete Mechtilde-Francoise van den Cruyce, Tochter des Bürgermeisters Paschier Jan Augustijn van den Cruyce, Jean Gilles Peeters, der das Gut von Aartselaar und Cleydael kaufte. Auf Peeters folgt eine lange Reihe von Besitzern, die sich auch auf der weiblichen Seite fortsetzen: Familien De Stier, Van Havre, De Bergeyck, Guiette, Frank.

## Neuere Geschichte
Nach dem Ersten Weltkrieg kaufte der Antwerpener Reeder Christiaan Sheid den alten Rittersitz. Er ließ es in den fünfziger Jahren renovieren und seine Witwe lebte dort bis zu ihrem Tod. Auf dem Gelände des Schlosses wurde ein Golfplatz angelegt.
Im Jahr 1977 wurde das Schloss und seine Umgebung unter Denkmalschutz gestellt.
Im Jahr 2001 beschloss Cornelis Marks, Geschäftsführer der Cleydael Invest NV, das Schloss aus der kommerziellen Nutzung zu entlassen. Es kehrte Ruhe in das historische Gebäude ein und das Schloss ist wieder ein normales Haus, wie es Jahrhunderte zuvor war. Das heutige Landgut Cleydael umfasst immer noch mehr als 11 Hektar. Ein Teil der Gebäude des Anwesens wurde an die neue Golfgesellschaft vermietet, die dort ein Restaurant und ein Clubhaus unterhält. Ein Teil davon brannte kurz nach der Inbetriebnahme im Jahr 2004 ab und wurde wieder aufgebaut.